# Харьковский (Азовский район)
Харьковский — хутор в Азовском районе Ростовской области.
Входит в состав Кугейского сельского поселения.

## География
Расположен в 45 км (по дорогам) юго-западнее районного центра — города Азова. Рядом проходит граница с Краснодарским краем.

### Улицы
- ул. Молодёжная,
- ул. Новая,
- ул. Центральная.

## Население
| 1989 | 2002 | 2010 |
| ---- | ---- | ---- |
| 362  | ↗423 | ↗436 |

По данным переписи 1926 года по Северо-Кавказскому краю, в населённом пункте числилось 75 хозяйств и 477 жителей (241 мужчина и 236 женщин), из которых украинцы — 96,23 % или 459 чел.